# God Bless the Go-Go's (álbum)
God Bless the Go-Go's  es el cuarto álbum de estudio del grupo femenino The Go-Go's: lanzado el 15 de mayo de 2001, es su primer álbum de estudio tras 17 años del lanzamiento del álbum Talk Show en 1984.

## Lista de canciones
1. "La La Land" 	Caffey, Valentine 	3:02
2. "Unforgiven" 	Billie Joe Armstrong, Caffey, Wiedlin 	3:23
3. "Apology" 	Heatherton, Valentine 	3:57
4. "Stuck in My Car" 	Caffey, Stuart, Wiedlin 	3:36
5. "Vision of Nowness" 	Ross, Valentine 	2:55
6. "Here You Are" 	Caffey, Vallence, Wiedlin 	4:01
7. "Automatic Rainy Day" 	Plunkett, Schock, Wiedlin 	3:17
8. "Kissing Asphalt" 	Caffey 	2:49
9. "Insincere" 	Caffey, Wiedlin 	3:45
10. "Sonic Superslide" 	Caffey, Carlisle, Schock, Valentine, Wiedlin 	3:33
11. "Throw Me a Curve" 	Caffey, Carlisle, Schock, Valentine, Weidman 	3:11
12. "Talking Myself Down" 	Caffey, Susanna Hoffs, Wiedlin 	3:55
13. "Daisy Chain" 	Sobule, Valentine, Jane Wiedlin 	3:45

## Posiciones en las listas
| Lista                                         | Posición más alta |
| --------------------------------------------- | ----------------- |
| Estados Unidos Billboard 200                  | 57                |
| Estados Unidos Billboard Álbumes Top Internet | 17                |